# Naila Janjgir
Naila Janjgir est une ville indienne située dans le district de Janjgir-Champa dans l’État du Chhattisgarh. En 2001, sa population était de 32 495 habitants.

## Source de la traduction
- (en) Cet article est partiellement ou en totalité issu de l’article de Wikipédia en anglais intitulé « Naila-Janjgir » (voir la liste des auteurs).